# Coupe amateur de l'UEFA
La Coupe amateur de l'UEFA est une ancienne compétition de football amateur organisée par l'UEFA ayant eu lieu de 1967 à 1978. Elle oppose des sélections nationales amateurs.
Seules dix à douze nations purent concourir à la compétition, qui requérait qu'un État devait organiser un championnat professionnel ou non-amateur. Les nations scandinaves ou les pays de l'est étaient exclus car leurs meilleurs joueurs avaient le statut d'amateur.
L'UEFA organise depuis 1999 la Coupe des régions comme compétition de football amateur, qui se base sur une base régionale.

## Palmarès
| Date | Vainqueur                | Finaliste                | Score                    | Lieu de la finale |
| ---- | ------------------------ | ------------------------ | ------------------------ | ----------------- |
| 1967 | Autriche                 | Écosse                   | 2 – 1                    | Palma de Majorque |
| 1970 | Espagne                  | Pays-Bas                 | 1 – 1 a. p. puis 2 – 1   | Forte dei Marmi   |
| 1974 | Allemagne et Yougoslavie | Allemagne et Yougoslavie | Non joué (titre partagé) | Rijeka            |
| 1978 | Yougoslavie              | Grèce                    | 2 – 1 a. p.              | Athènes           |